# Янгуловское сельское поселение
Янгуловское сельское поселение — муниципальное образование (сельское поселение) в составе Балтасинского района Республики Татарстан. 
Административный центр — село Янгулово.

## География
Сельское поселение находится в северной части Татарстана, в центральной части Балтасинского района. В составе района сельское поселение является частью Предкамской экономической зоны, занимающей 16,3 % территории республики. Граничит с Бурбашским, Бурнакским, Салаусским, Сосновским, Среднекушкетским и Шишинерским сельскими поселениями. 
Площадь — 58.4 км² (5843,17 га).

## История
Янгуловское сельское поселение было образовано согласно Закону Республики Татарстан от 31 января 2005 года № 49-ЗРТ «Об установлении границ территорий и статусе муниципального образования „Балтасинский муниципальный район“ и муниципальных образований в его составе».

## Население
| 2010  | 2011  | 2012  | 2013  | 2014  | 2015  | 2016  |
| ----- | ----- | ----- | ----- | ----- | ----- | ----- |
| 1283  | ↘1282 | ↗1289 | ↘1273 | ↘1267 | ↘1258 | ↘1249 |
| 2017  | 2018  |       |       |       |       |       |
| ↘1224 | ↘1219 |       |       |       |       |       |

## Состав
В состав сельского поселения входят 2 населённых пункта:
- село Янгулово
- село Старый Кушкет

## Экономика
Основу экономики составляют предприятия агропромышленного комплекса, предприятия специализирующиеся на производстве строительных материалов, а также предприятия пищевой промышленности.